# Szukam nowego siebie
Szukam nowego siebie – drugi album polskiej grupy rockowej Sztywny Pal Azji, wydany w 1989 roku nakładem Polskich Nagrań.

## Lista utworów
strona A
1. "Myśli przebrane" (muz. Leszek Nowak – sł. Jarosław Kisiński) – 3:43
2. "Szukam nowego siebie" (muz. Paweł Nazimek – sł. Jarosław Kisiński) – 2:55
3. "To moja złość" (muz. Zbigniew Ciaputa – sł. Jarosław Kisiński) – 2:35
4. "To możesz być ty" (muz. Janusz Deda – sł. Jarosław Kisiński) – 3:07
5. "Nie zmienię świata" (muz. Ryszard Wojciul – sł. Jarosław Kisiński) – 3:39
6. "Pierwsze urodziny" (muz. Paweł Nazimek – sł. Jarosław Kisiński) – 3:56
7. "Sumik" (muz. Jarosław Kisiński) – 0:50

strona B
1. "Ile jest nocy" (muz. Paweł Nazimek – sł. Jarosław Kisiński) – 2:23
2. "Nowy J." (muz. Ryszard Wojciul – sł. Jarosław Kisiński) – 3:19
3. "Smutna środa" (muz. Janusz Deda – sł. Jarosław Kisiński) – 3:08
4. "Nieruchomy" (muz. Zbigniew Ciaputa – sł. Jarosław Kisiński) – 3:00
5. "Z kraju" (muz. Leszek Nowak – sł. Jarosław Kisiński) – 2:23
6. "Nieprzemakalni (II)" (muz. Leszek Nowak – sł. Jarosław Kisiński) – 3:56

## Twórcy
- Jarosław Kisiński – gitara, gitara akustyczna, chórki
- Leszek Nowak – śpiew
- Paweł Nazimek – gitara basowa
- Zbigniew Ciaputa – perkusja
- Janusz Deda – konga
- Ryszard Wojciul – saksofon, fortepian, instrumenty klawiszowe

Gościnnie
- Krzysztof Ścierański – gitara basowa
- Joanna Jagła – chórki
- Mariusz Opaliński – puzon
- Marek Siegmunt – gitara akustyczna
- Marcin Dembek – trąbka

Personel
- Włodzimierz Kowalczyk – realizacja nagrań
- Piotr Górka – projekt graficzny